# Filiolus graminicola
Filiolus graminicola är en tvåvingeart som först beskrevs av Pavel Lehr 1958.  Filiolus graminicola ingår i släktet Filiolus och familjen rovflugor. Inga underarter finns listade i Catalogue of Life.